# Xeliàikha
Xeliàikha (en rus: Шеляйха) és un poble de l'óblast de Nóvgorod, a Rússia, segons el cens del 2011 tenia 24 habitants.